# Luigi Pacinotti

Esperienze e principj d'idraulica pratica (1851)

Luigi Pacinotti (Pistoia, 4 marzo 1807 – Pisa, 24 novembre 1889) è stato un fisico italiano.

## Biografia
Nato a Pistoia da Antonio Pacinotti e Maddalena Bugiani, si laureò nel 1828 e ricoprì la cattedra di Fisica sperimentale all'Università di Pisa dal 1831 al 1840 quando si spostò a quella di Fisica Tecnologica.
Nel 1839 fu segretario della sottosezione di chimica e fisica del I congresso degli scienziati italiani che si svolse a Pisa.
Fu autore di numerose pubblicazioni tra cui un rilevante Corso di Fisica Tecnologica e Meccanica Sperimentale.
Il figlio Antonio fu un importante fisico italiano ricordato per l'invenzione della dinamo, il cui primo prototipo viene realizzato proprio nel gabinetto di fisica tecnologica del padre.
Nel 1881 lasciò l'insegnamento, morendo otto anni dopo nella propria casa di Via Santa Maria 24.

## Opere
- Esperienze sulla esistenza e le leggi delle correnti elettro-fisiologische negli animali a sangue caldo (Pisa, Fratelli Nistri, 1839)
- Meccanica architettonica e industriale con regole pratiche per le costruzioni e per l'uso delle machine (Pisa, Pieraccini, 1845)
- Pneumatologia industriale ovvero applicazioni delle dottrine de' fluidi aeriformi (Pisa, Pieraccini, 1854)
- Esperienze e principj d'idraulica pratica e dottrina sulle macchine idrauliche, Pisa, Tipografia Pieraccini, 1851.

## Pubblicazioni

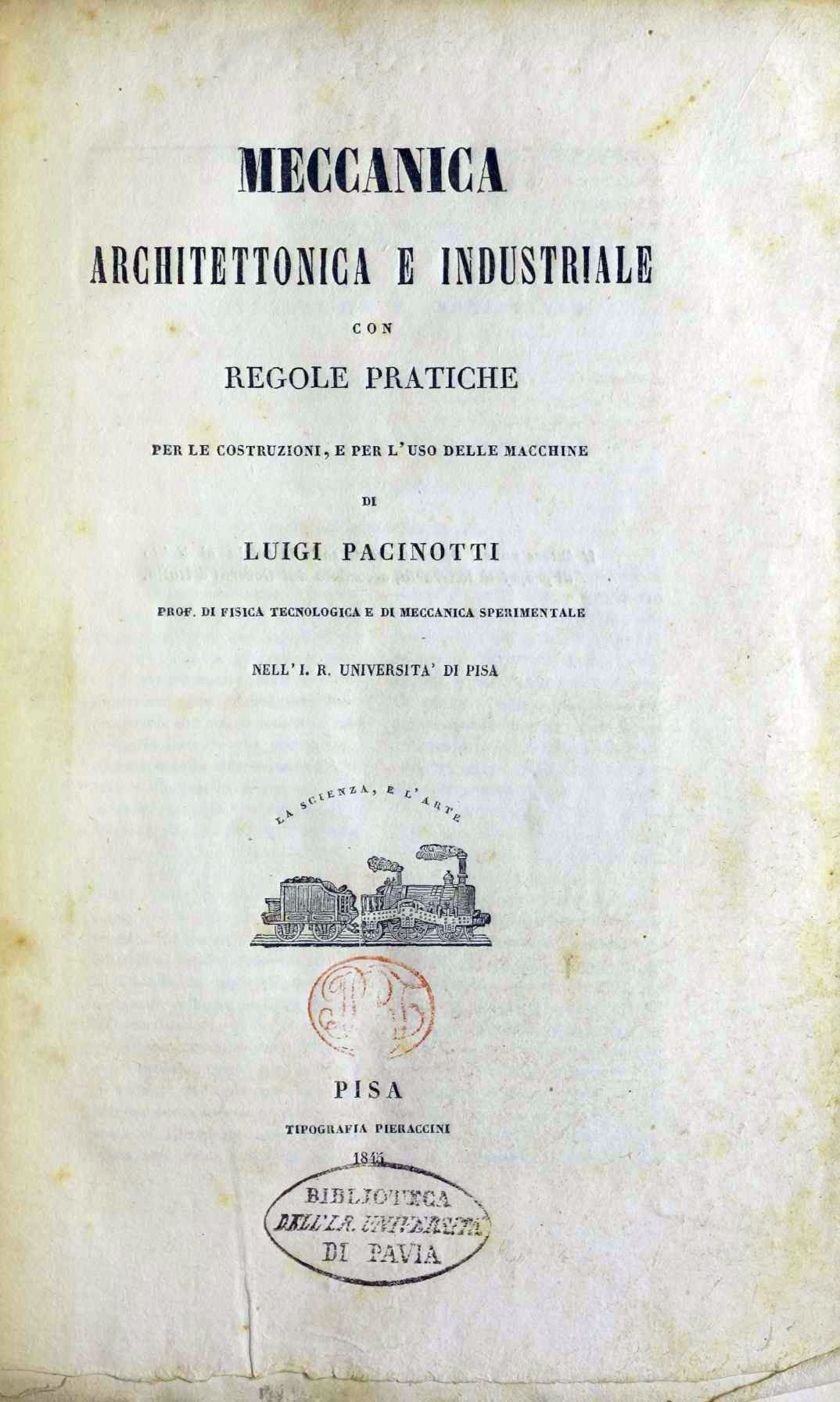
Meccanica architettonica e industriale, 1845

- Introduzione alla fisica tecnologica e alla meccanica sperimentale, Pisa, Pieraccini, 1845.
- Meccanica architettonica e industriale, Pisa, Pieraccini, 1845.
- Esperienze e principi d'idraulica pratica e dottrina sulle macchine idrauliche, Pisa, Pieraccini, 1851.
- Proprietà delle Sezioni coniche, esposte sinteticamente.
- Esperienze sulle correnti elettro fisiologiche negli animali a sangue caldo, eseguite in collaborazione con il prof. F. Puccinotti.
- Nota sulle osservazioni meteorologiche.
- Studi esperimentali sopra i fenomeni del Moser in collaborazione con i sigg. R. Ruschi e L. Ridolfi.
- Sul freddo prodotto dalle correnti elettriche nei metalli.
- Sopra una pila magneto-elettrica.
- Sopra le calamite ruotanti.
- Esperienze sull'azione del circuito nella intensità della corrente elettrica.
- Ricerche sulla portata degli orifizi e sulla contrazione delle vene fluide.
- Esperienze sulla resistenza elastica dei legni.
- Esperienze sull'attrito di seconda specie.
- Esperienze sulla velocità delle molecole in vicinanza del foro d'efflusso.
- Ricerche sperimentali sulla resistenza viva dei legni.
- Esperienze sulla mollezza dei legni.
- Sull'estrazione dei fattori, e sul calcolo dei fattorali.
- Uso dei fattorali nella risoluzione delle equazioni.
- Sopra un sistema di colmate lente e generali per la pianura pisana.
- Sopra il progetto di abbreviamento del corso del Serchio.
- Esperienze sulla silicizzazione dei materiali da costruzione.
- Sopra le più recenti piene del fiume Arno, in collaborazione con M. Brighenti.
- Esperienze sulla resistenza rispettiva elastica dei solidi.
- Intorno alla convenienza dell'uso di macchine idrovore alla foce del Fiume Morto.
- Sopra i diversivi sfioratori da usarsi nell'Arno.
- Corso di Fisica tecnologica, e di Meccanica sperimentale.